# Meuschenia
Genre
Meuschenia est un genre de poissons marins de la famille des Monacanthidae.

## Liste d'espèces
Selon ITIS (21 avril 2014) et World Register of Marine Species (21 avril 2014) :
- Meuschenia australis (Donovan, 1824)
- Meuschenia flavolineata Hutchins, 1977
- Meuschenia freycineti (Quoy et Gaimard, 1824)
- Meuschenia galii (Waite, 1905)
- Meuschenia hippocrepis (Quoy et Gaimard, 1824)
- Meuschenia scaber (Forster in Bloch et Schneider, 1801)
- Meuschenia trachylepis (Günther, 1870)
- Meuschenia venusta Hutchins, 1977

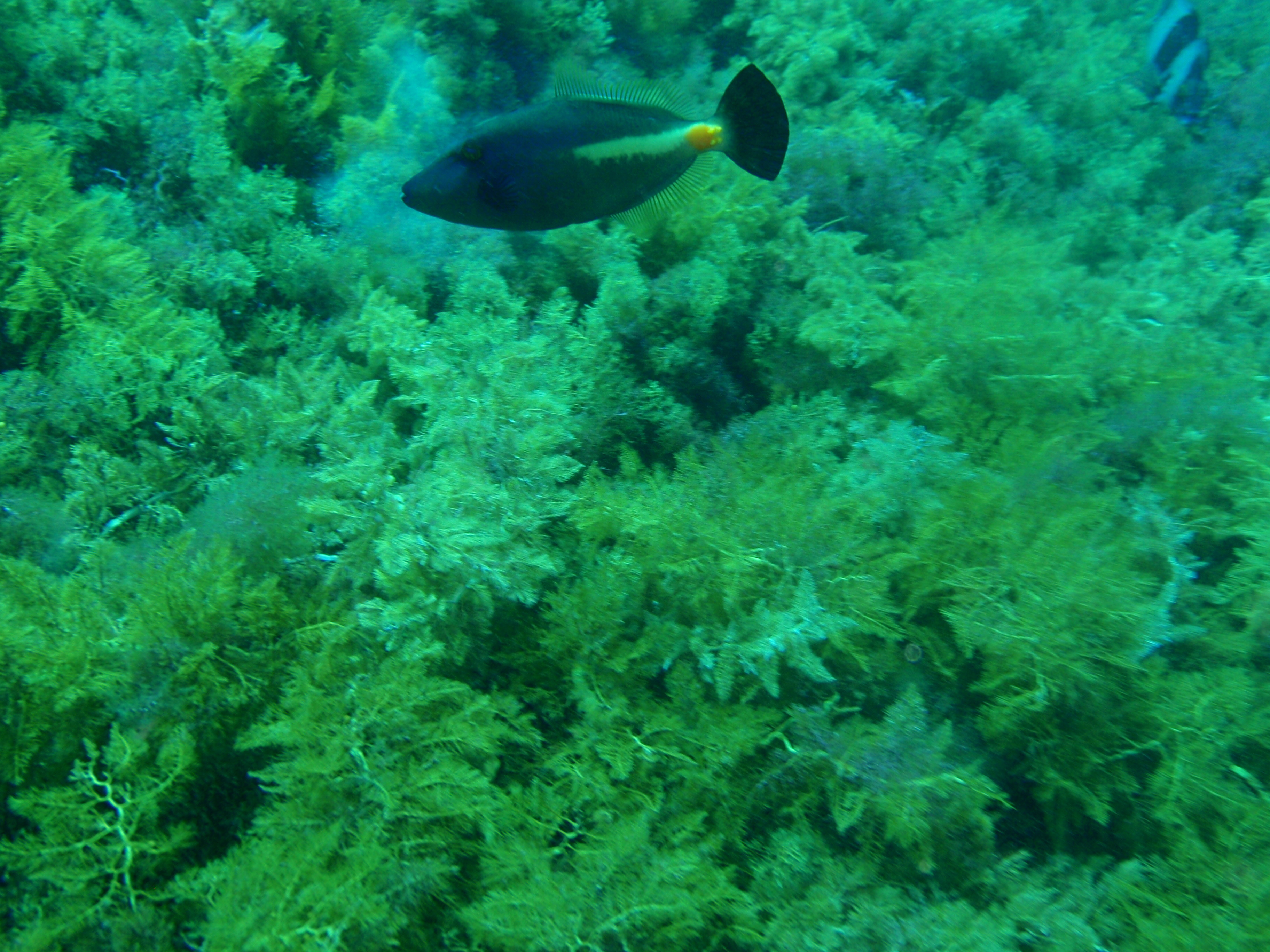
Meuschenia flavolineata
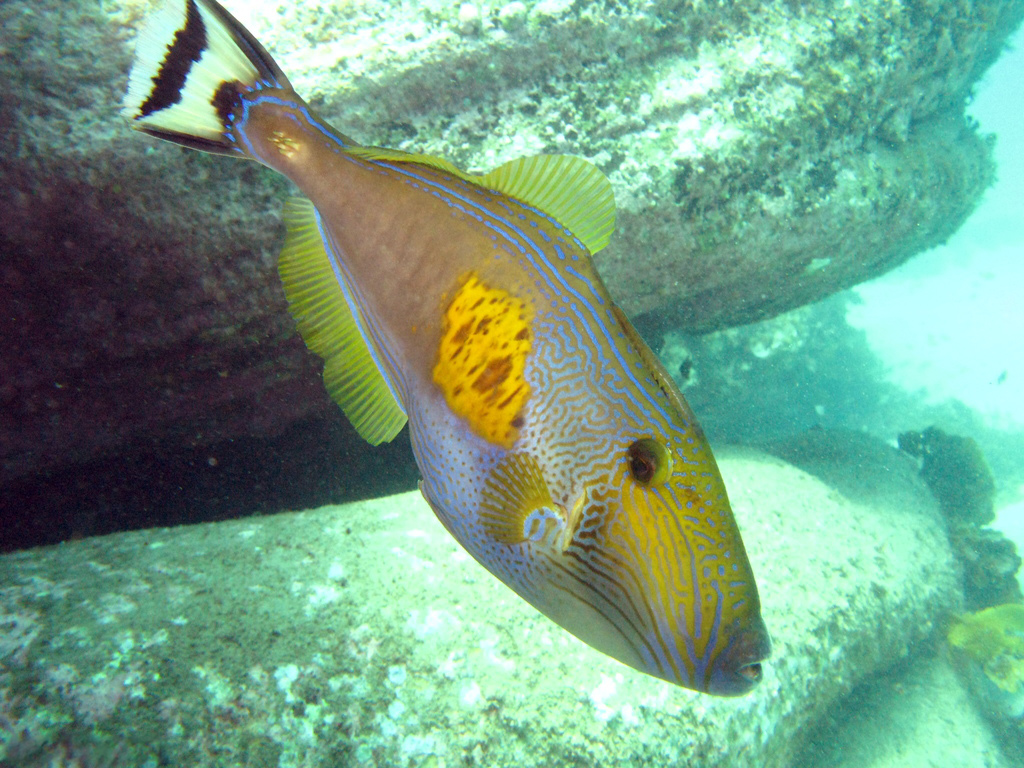
Meuschenia freycineti
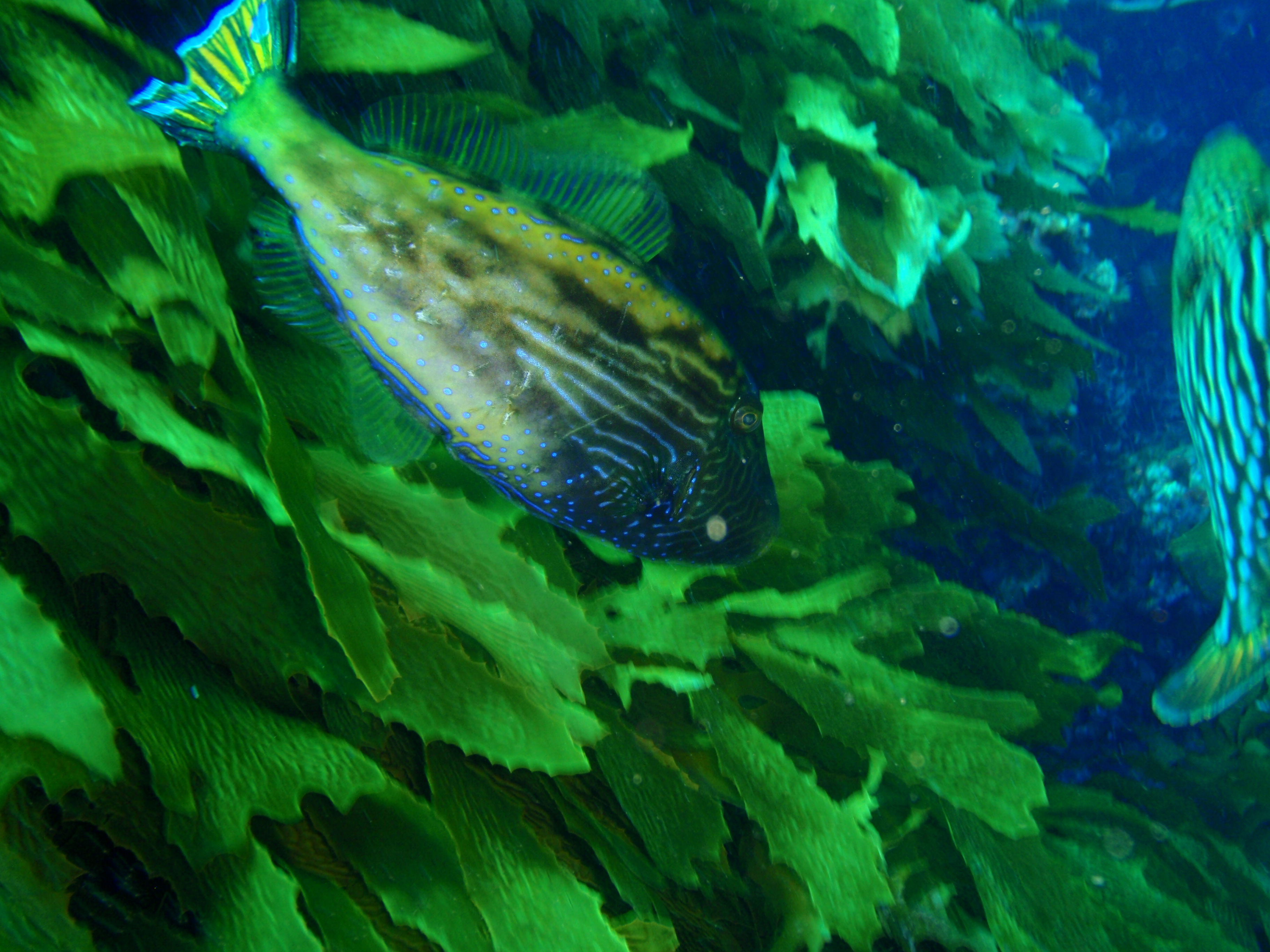
Meuschenia galii
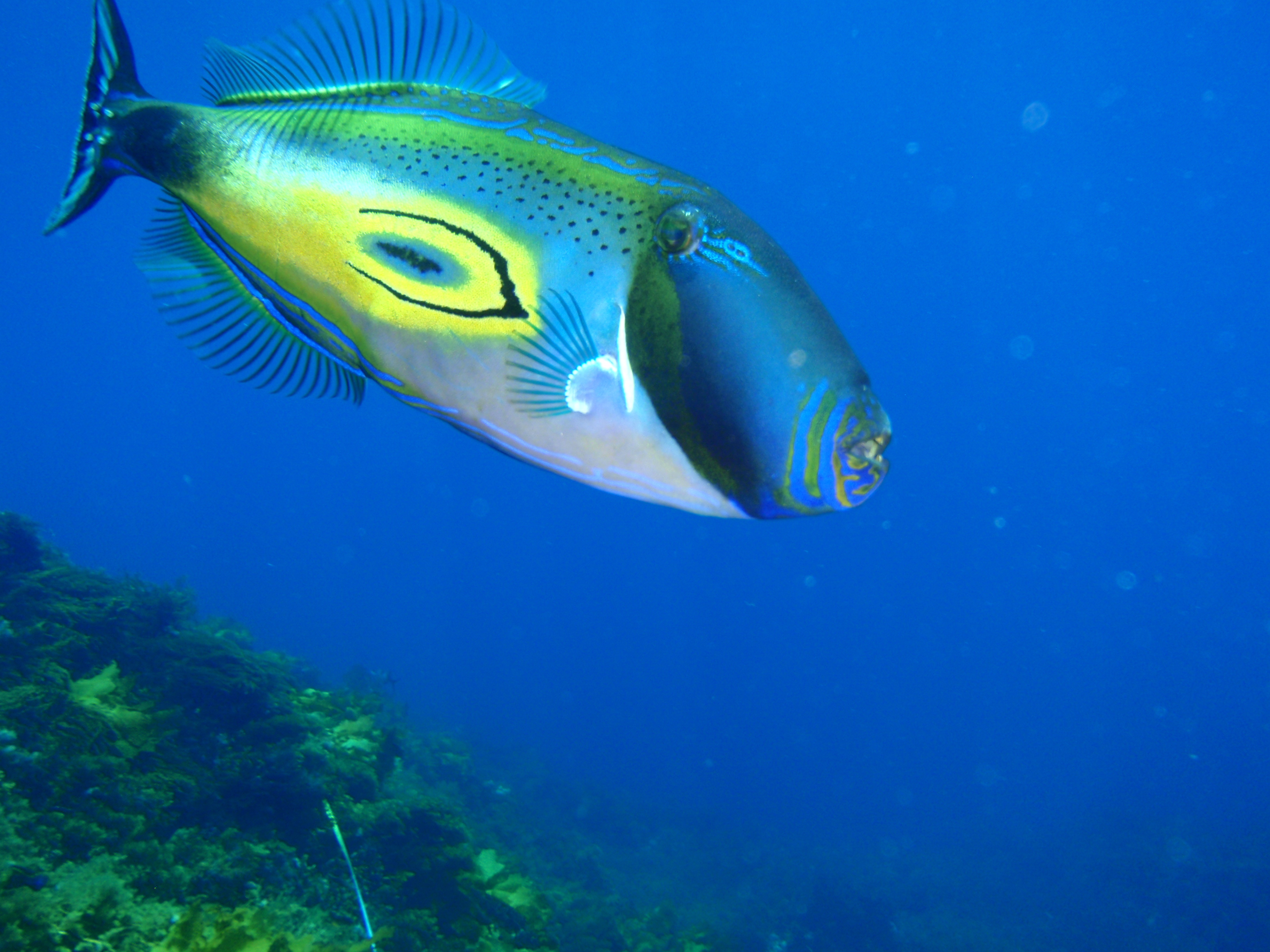
Meuschenia hippocrepis
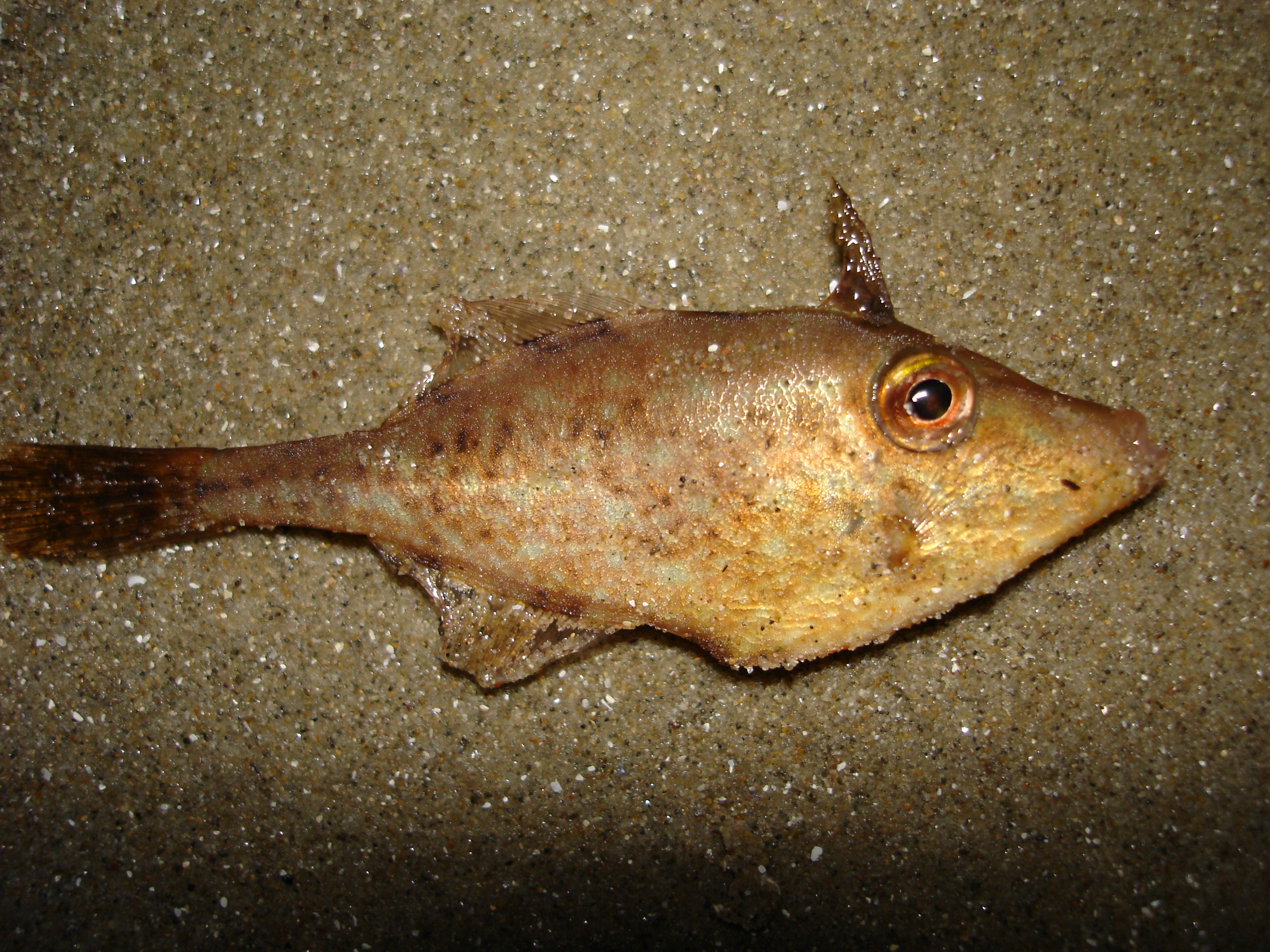
Meuschenia scaber
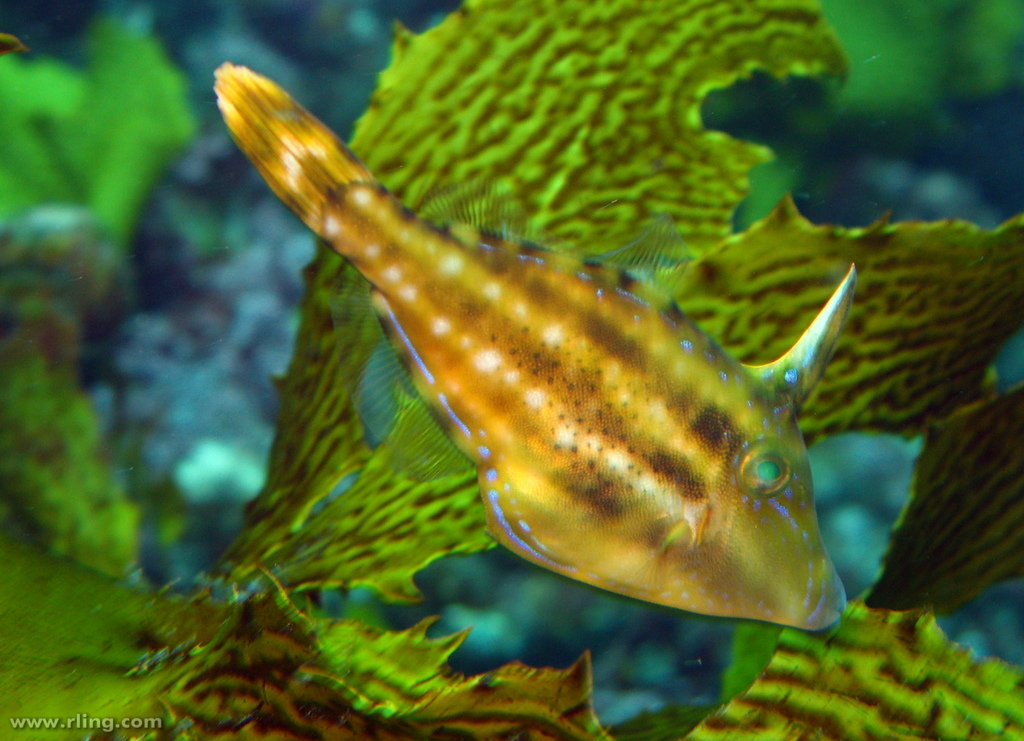
Meuschenia trachylepis
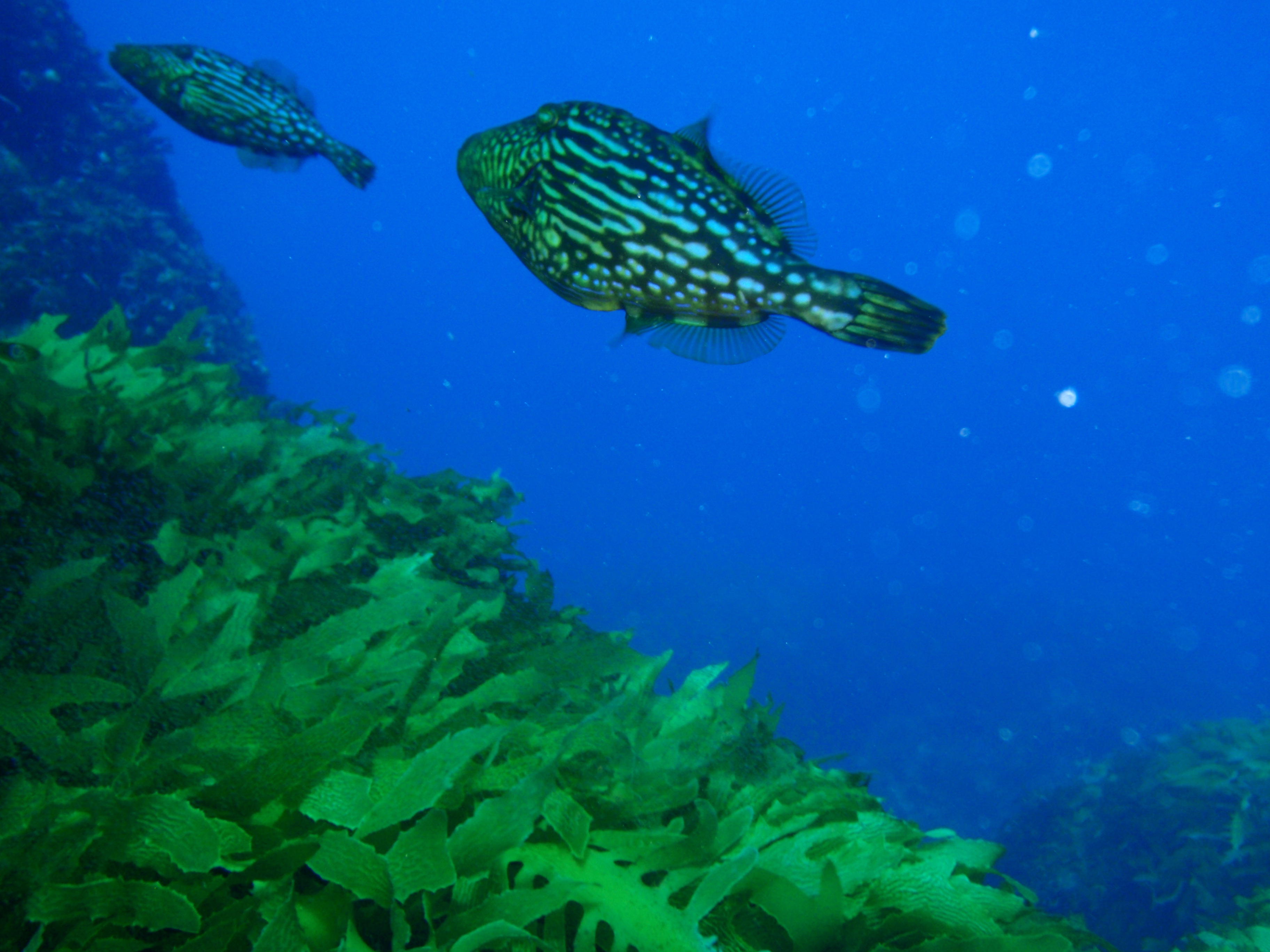
Meuschenia venusta